# Lijst van steden in Azerbeidzjan

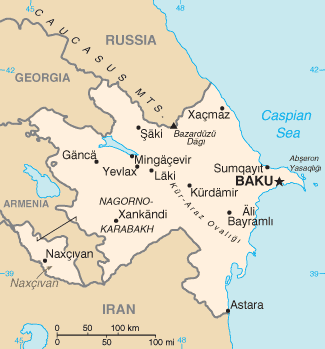
Grootste steden in Azerbeidzjan

Dit is een lijst van de 77 officiële steden (şəhəri) in Azerbeidzjan. 
De eerste kolom vermeldt de Azerbeidzjaanse benaming; de tweede kolom vermeldt de Engelse benaming; de derde kolom vermeldt de bestuurlijke eenheid waartoe de stad behoort (een rayonu of een şəhər ə/d of een şəhəri); de vierde kolom vermeldt de economische regio (iqtisadi rayonu). 
Bakı en Naxçivan hebben een Nederlandse naam: Bakoe en Nachitsjevan.
| Endoniem     | Engelse naam | Bestuurlijke eenheid | Economische regio |
| ------------ | ------------ | -------------------- | ----------------- |
| Ağcabədi     | Agjabedi     | Ağcabədi             | Aran              |
| Ağdam        | Agdam        | Ağdam                | Yuxarı Qarabağ    |
| Ağdərə       | Aqhdara      | Tərtər               | Yuxarı Qarabağ    |
| Ağdaş        | Agdash       | Ağdaş                | Aran              |
| Ağstafa      | Agstafa      | Ağstafa              | Gəncə-Qazax       |
| Ağsu         | Aghsu        | Ağsu                 | Dağlıq Şirvan     |
| Astara       | Astara       | Astara               | Lənkəran          |
| Bakı         | Baku         | Bakı                 | Bakı              |
| Balakən      | Balakan      | Balakən              | Şəki-Zaqatala     |
| Bərdə        | Barda        | Bərdə                | Aran              |
| Beyləqan     | Beylagan     | Beyləqan             | Aran              |
| Biləsuvar    | Bilasuvar    | Biləsuvar            | Aran              |
| Cəbrayıl     | Jebrayil     | Cəbrayıl             | Yuxarı Qarabağ    |
| Cəlilabad    | Jalilabad    | Cəlilabad            | Lənkəran          |
| Culfa        | Julfa        | Culfa                | Naxçıvan          |
| Daşkəsən     | Dashkesen    | Daşkəsən             | Gəncə-Qazax       |
| Dəliməmmədli | Dalimammadli | Goranboy             | Gəncə-Qazax       |
| Füzuli       | Fuzuli       | Füzuli               | Yuxarı Qarabağ    |
| Gədəbəy      | Gadabey      | Gədəbəy              | Gəncə-Qazax       |
| Gəncə        | Ganja        | Gəncə                | Gəncə-Qazax       |
| Goranboy     | Goranboy     | Goranboy             | Gəncə-Qazax       |
| Göyçay       | Goychay      | Göyçay               | Aran              |
| Göygöl       | Goygol       | Göygöl               | Gəncə-Qazax       |
| Göytəpə      | Goytapa      | Cəlilabad            | Lənkəran          |
| Hacıqabul    | Hajigabul    | Hacıqabul            | Aran              |
| Horadiz      | Horadiz      | Füzuli               | Yuxarı Qarabağ    |
| İmişli       | Imishli      | İmişli               | Aran              |
| İsmayıllı    | Ismayilly    | İsmayıllı            | Dağlıq Şirvan     |
| Kəlbəcər     | Kalbajar     | Kəlbəcər             | Kəlbəcər-Laçın    |
| Kürdəmir     | Kurdamir     | Kürdəmir             | Aran              |
| Laçın        | Lachin       | Laçın                | Kəlbəcər-Laçın    |
| Lənkəran     | Lankaran     | Lənkəran             | Lənkəran          |
| Lerik        | Lerik        | Lerik                | Lənkəran          |
| Liman        | Liman        | Lənkəran             | Lənkəran          |
| Masallı      | Masally      | Masallı              | Lənkəran          |
| Mingəçevir   | Mingechevir  | Mingəçevir           | Aran              |
| Naftalan     | Naftalan     | Naftalan             | Gəncə-Qazax       |
| Naxçıvan     | Nakhchivan   | Naxçıvan             | Naxçıvan          |
| Neftçala     | Neftchala    | Neftçala             | Aran              |
| Oğuz         | Oguz         | Oğuz                 | Şəki-Zaqatala     |
| Ordubad      | Ordubad      | Ordubad              | Naxçıvan          |
| Qəbələ       | Gabala       | Qəbələ               | Şəki-Zaqatala     |
| Qax          | Gakh         | Qax                  | Şəki-Zaqatala     |
| Qazax        | Gazakh       | Qazax                | Gəncə-Qazax       |
| Qobustan     | Gobustan     | Qobustan             | Dağlıq Şirvan     |
| Quba         | Guba         | Quba                 | Quba-Xaçmaz       |
| Qubadlı      | Gubadly      | Qubadlı              | Kəlbəcər-Laçın    |
| Qusar        | Gusar        | Qusar                | Quba-Xaçmaz       |
| Saatlı       | Saatly       | Saatlı               | Aran              |
| Sabirabad    | Sabirabad    | Sabirabad            | Aran              |
| Şabran       | Shabran      | Şabran               | Quba-Xaçmaz       |
| Şahbuz       | Shahbuz      | Şahbuz               | Naxçıvan          |
| Şəki         | Sheki        | Şəki                 | Şəki-Zaqatala     |
| Salyan       | Salyan       | Salyan               | Aran              |
| Şamaxı       | Shamakhy     | Şamaxı               | Dağlıq Şirvan     |
| Şəmkir       | Shamkir      | Şəmkir               | Gəncə-Qazax       |
| Samux        | Samukh       | Samux                | Gəncə-Qazax       |
| Şərur        | Sharur       | Şərur                | Naxçıvan          |
| Şirvan       | Shirvan      | Şirvan               | Aran              |
| Siyəzən      | Siyazan      | Siyəzən              | Quba-Xaçmaz       |
| Sumqayıt     | Sumgayit     | Sumqayıt             | Abşeron           |
| Şuşa         | Shusha       | Şuşa                 | Yuxarı Qarabağ    |
| Tərtər       | Tartar       | Tərtər               | Yuxarı Qarabağ    |
| Tovuz        | Tovuz        | Tovuz                | Gəncə-Qazax       |
| Ucar         | Ujar         | Ucar                 | Aran              |
| Xaçmaz       | Khachmaz     | Xaçmaz               | Quba-Xaçmaz       |
| Xankəndi     | Khankendi    | Xankəndi             | Yuxarı Qarabağ    |
| Xırdalan     | Khirdalan    | Abşeron              | Abşeron           |
| Xızı         | Khyzi        | Xızı                 | Abşeron           |
| Xocalı       | Khojaly      | Xocalı               | Yuxarı Qarabağ    |
| Xocavənd     | Khojavand    | Xocavənd             | Yuxarı Qarabağ    |
| Xudat        | Khudat       | Xaçmaz               | Quba-Xaçmaz       |
| Yardımlı     | Yardimly     | Yardımlı             | Lənkəran          |
| Yevlax       | Yevlakh      | Yevlax               | Aran              |
| Zəngilan     | Zangilan     | Zəngilan             | Kəlbəcər-Laçın    |
| Zaqatala     | Zagatala     | Zaqatala             | Şəki-Zaqatala     |
| Zərdab       | Zardab       | Zərdab               | Aran              |